# Höjdenhet
En höjdenhet (förkortat HE) eller rack unit (förkortat RU) är en höjdenhet som motsvarar 44,45 mm (1,75 tum). Den används oftast för att ange höjden av utrustning såsom servrar eller nätverksutrustning avsedda att monteras i elektronikrack. Till exempel är en typisk rackbur i full storlek 42HE hög, medan utrustningen vanligtvis är 1HE, 2HE, 3HE eller 4HE hög.

Rack med provkomponentstorlekar inklusive en A/V halvrackenhet

En typisk sektion av rackskena som visar rackenhetsfördelning

## Definition
Ställenhetens storlek är baserad på en standard rackspecifikation som definieras i EIA -310. Eurocard anger en standardenhet som höjdenhet. Den definierar också en liknande enhet, horisontell stigning (HP), som används för att mäta bredden på rackmonterad utrustning. Standarden antogs över hela världen som IEC 60297 Mekaniska strukturer för elektronisk utrustning – Mått på mekaniska strukturer i serien 482,6 mm (19 tum), och definierar storlekarna för rack, underrack (ett hylliknande chassi där kort kan sättas in), och höjden för kretskort/kort som tillhandahåller fysisk kompatibilitet för teknisk utrustning, typiskt inom telekommunikation. 
Medan en rackenhet definieras som 13/4+ tum (44,45 mm), är en frontpanel eller påfyllningspanel i ett ställ inte en exakt multipel av denna höjd. För att tillåta utrymme mellan intilliggande rackmonterade komponenter är en panel 1/32 tum (0,03125 tum eller 0,794 mm) mindre på höjden än vad hela antalet ställenheter skulle vara. Således skulle en 1HE frontpanel vara 1 23/32 tum (1,71875 tum eller 43,66 mm) lång. Om n är antal rackenheter är den ideala formeln för panelhöjd h = (1,75 n − 0,031) för beräkning i tum och h = (44,45 n − 0,794) för beräkning i millimeter. Tillverkning tillåts därmed dimensioner med mindre precision.
Monteringshålsavståndet (som visas till höger) skiljer sig för 19-tumsställ och 23-tumsställ. 19-tumsställen använder ojämna avstånd (som visas till höger) medan 23-tumsställen använder jämnt fördelade monteringshål. Även om det kallas en 19-tums rackenhet, är de faktiska monteringsmåtten för en 19-tums rackenhet 18 5/6 tum (18,3125 tum eller 465,1 mm) bred, från mitt till mitt.
19-tums rackformatet med rackenheter på 1,75 tum (44,45 mm) etablerades som standard av AT&T omkring 1922 för att minska det utrymme som krävs för relä- och avslutningsutrustning i ett telefonbolags telefonväxel.

## Konfigurationer
Ett typiskt ställ i full storlek är 42HE, vilket innebär att det rymmer drygt 6 fot (180 cm) utrustning, och ett typiskt "halvhögt" ställ är 18–22HE, vilket är cirka 91 cm högt.
Medan det inte finns någon formell specifikation för "halv rack", kan termen "halv-rack" ha olika separata betydelser: Det kan beskriva utrustning som passar i ett visst antal rackenheter, men som bara upptar halva bredden av en 19-tums ställ (9,5 tum (241,30 mm)). Till exempel en "4HE halvrack" DVCAM-däck upptar 4HE (7 tum) höjd × 9,5 i bredd, och i teorin skulle två 4HE halvracksdäck kunna monteras sida vid sida och uppta 4HE-utrymmet. Det kan också beskriva en enhet som är 1HE hög och halva djupet av en rack med fyra stolpar (som en nätverksswitch, router, KVM switch eller server), så att två enheter kan monteras på 1HE-utrymme (en monterad på framsidan av racket och en på baksidan). När det används för att beskriva själva rackhöljet betyder termen "halv-rack" vanligtvis ett rackhölje som är halva höjden (22HE lång). Det finns också en "halv rackbredd"-storlek som används i IT-applikationer där en enhet överensstämmer med en bredd på mindre än 9,5 tum så att dessa "halva rackbredd"-apparater kan användas i ett chassisystem som passar det traditionella 19-tums rackutrymmet, men gör att dessa 8,4 tum breda "halv rack-bredd" apparater kan sättas in och tas bort enkelt utan verktyg eller behov av att ta bort intilliggande hårdvara. Detta "halva rackbredd"-koncept är populärt i applikationer där IT-utrustning används av militärer som inte kan använda traditionella 1HE IT-apparater med fullt djup på grund av deras stora storlek.
Ställenheter är universellt desamma, men typen av gänga kan variera beroende på ställ. Monteringsskenor kan vara gängade nr 10-32 (Unified Thread Standard), nr 12-24 gängade, metriska M6-gängade eller universella fyrkantshål. Detta förhindrar avskalning av gängningen på skenorna och möjliggör mer flexibilitet.

### Konverteringstabell
Enligt SIS, IEC 297-1 är                                                                                
| HE | mm +/- 0,4 |
| 1  | 43,7       |
| 2  | 88,1       |
| 3  | 132,5      |
| 4  | 177,0      |
| 5  | 221,5      |
| 6  | 265,9      |
| 7  | 310,3      |
| 8  | 354,8      |
| 9  | 399,2      |
| 10 | 443,7      |
| 11 | 488,1      |
| 12 | 532,6      |